# José Luis Ayllón Manso
José Luis Ayllón Manso (Barcelona, 5 de juliol de 1970) és un advocat i polític català, diputat al Congrés dels Diputats des de la VII Legislatura i Director del Gabinet de la Presidència del Govern d'Espanya durant uns mesos de 2018.